# Lowell Observatory

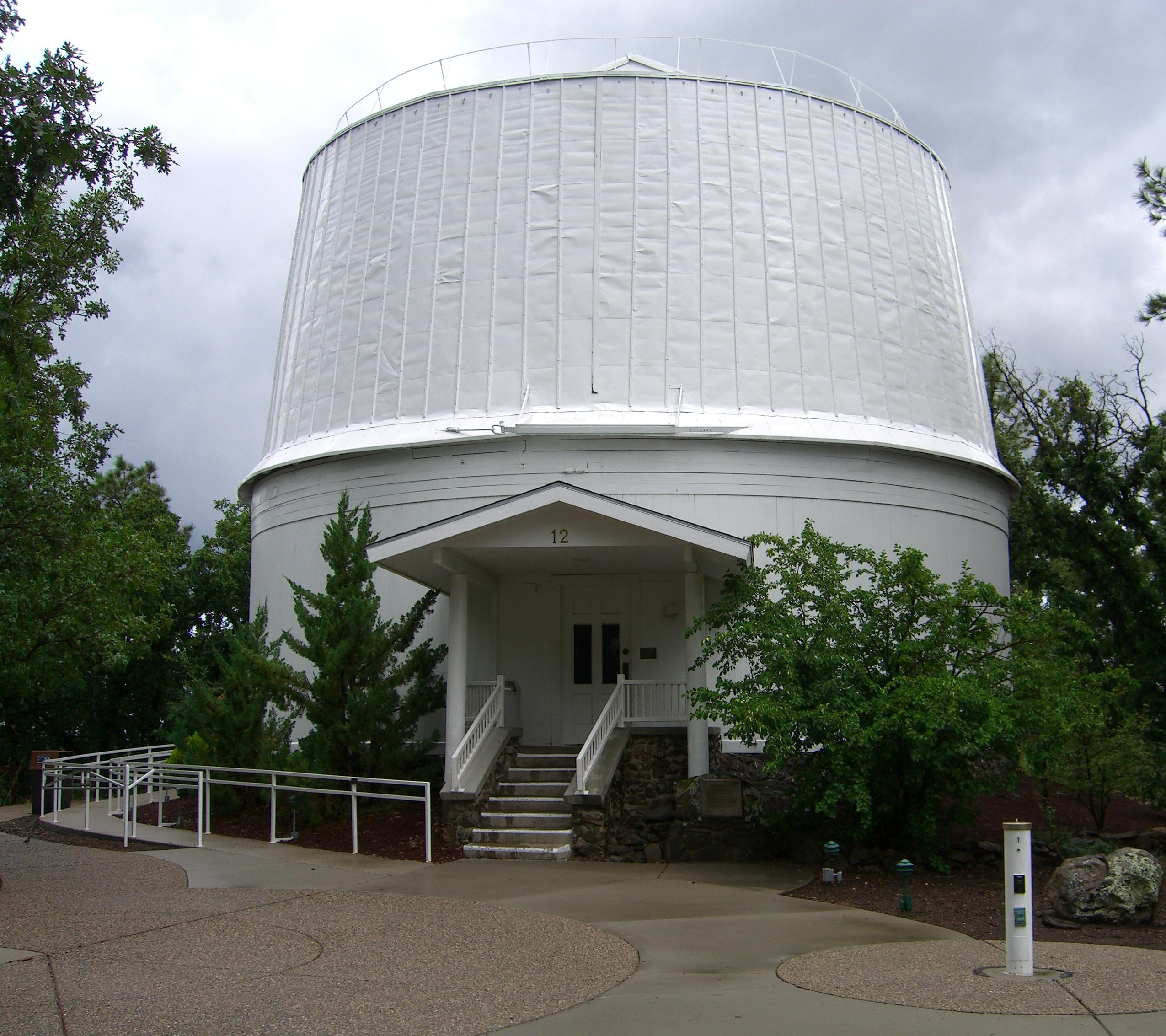
Lowell Observatory

Lowell Observatory är ett observatorium i Flagstaff i delstaten Arizona i USA. Det startades 1894 av astronomen Percival Lowell.
Observatoriet är centrum för forskargruppen Deep Ecliptic Survey som har gjort omfattande framsteg i att finna mindre objekt i Solsystemet.
Det var här som Clyde Tombaugh i början av 1930 upptäckte Pluto.
Minor Planet Center listar även observatoriet som upptäckare av 4 asteroider, bland andra 2847 Parvati, 4961 Timherder och 1958 TL1.

## Berömda upptäckter
- Pluto - 1930
- Att planeten HD 209458 b har en atmosfär med vattenånga - 2007.